# Zosis geniculata similis
Zosis geniculata là một loài spinnenondersoort in de taxonomische indeling van de Uloboridae.
Loài này thuộc chi Zosis. Zosis geniculata similis được Pelegrin Franganillo-Balboa miêu tả năm 1926.